# Olympische Winterspiele 1980/Nordische Kombination

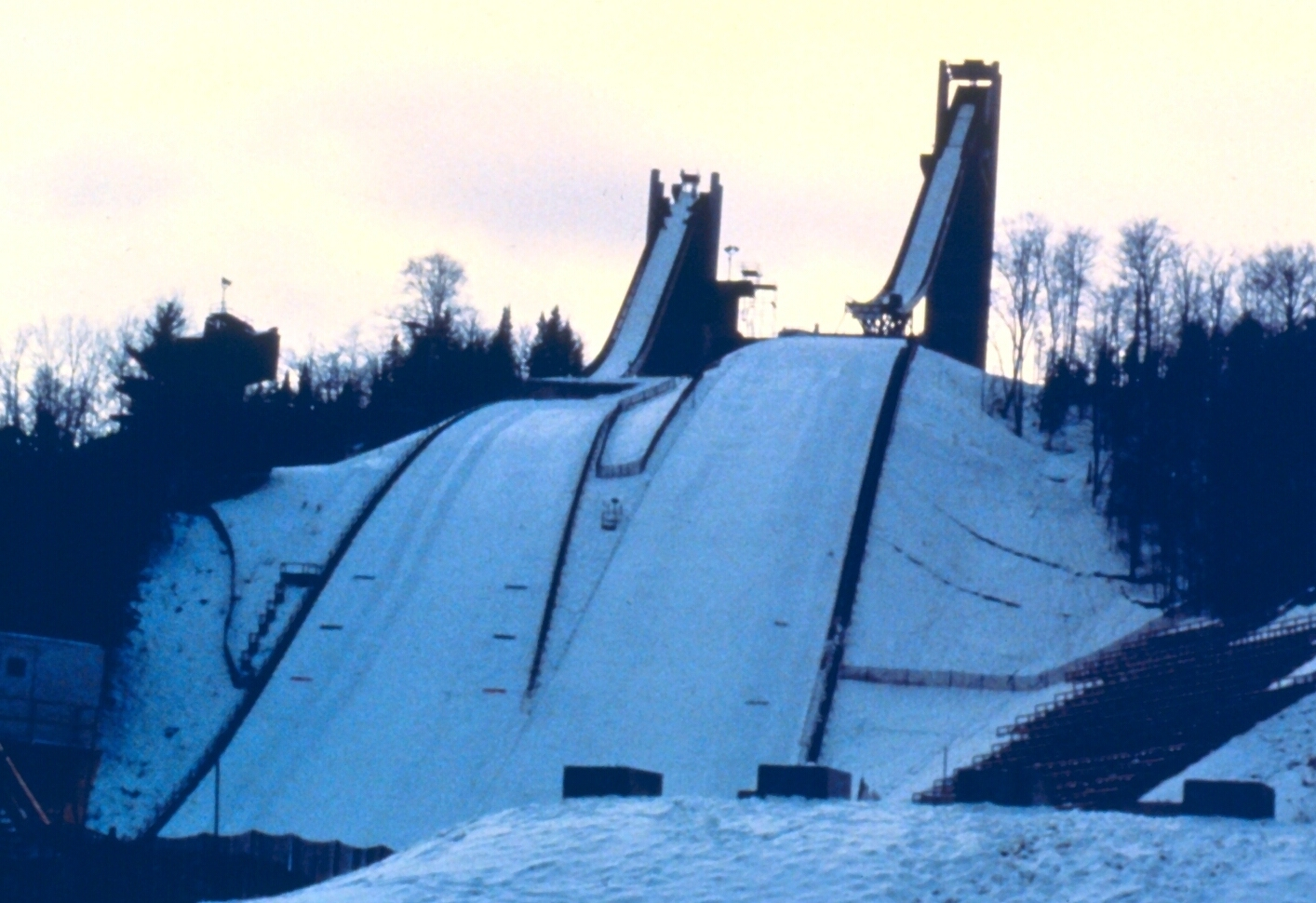
Die beiden Sprungschanzen im MacKenzie Intervale Ski Jumping Complex

Bei den XIII. Olympischen Winterspielen 1980 in Lake Placid fand ein Wettbewerb in der Nordischen Kombination statt. Austragungsorte waren der MacKenzie Intervale Ski Jumping Complex und das Lake Placid Olympic Sports Complex Cross Country Biathlon Center in Wilmington.

## Austragungsmodus
In den Anfangsjahrzehnten wurde die Nordische Kombination in nur einer Variante ausgetragen. Wie inzwischen seit vielen Jahren fand zunächst das Skispringen und als zweite Disziplin am Tag darauf der Langlauf über 15 Kilometer statt. Der Sprunglauf bestand aus drei Versuchen, von denen die besten zwei Sprünge in die Wertung kamen. Beim Lauf gingen die Teilnehmer nach wie vor mit jeweils halbminütigem Abstand ins Rennen, sodass der Gesamtstand bis zum Ende nicht besonders transparent war und auch nach Abschluss des Wettbewerbs erst noch gerechnet werden musste, bis das Endergebnis feststand.
Bis zur Einführung der Gundersen-Methode, in der die Teilnehmer mit ihren Abständen aus dem Springen das Rennen aufnahmen und die Reihenfolge am Ende auch den Endstand darstellte, mussten die Sportler bei Olympischen Spielen noch bis 1988 warten.

## Ausgangssituation
Der zweifache Olympiasieger Ulrich Wehling aus der DDR hatte in den 1970er Jahren die internationale Szene der Nordischen Kombination dominiert. Neben seinen olympischen Siegen und WM-Gold 1974 hatte er in der Zeit von 1973 bis 1979 sechs nationale Meisterschaften gewonnen und von 1975 bis 1977 drei Jahre in Folge im hochkarätigen Wettbewerb am Holmenkollen triumphiert. Seine einzige Niederlage in einer internationalen Meisterschaft hatte er bei den Weltmeisterschaften 1978 in Lahti erlitten, bei der er hinter seinem Teamkollegen Konrad Winkler und seinem Erzrivalen, dem Finnen Rauno Miettinen, Dritter geworden war. Der erst 27-jährige Wehling war jedoch nur einer von vier Hauptfavoriten auf das olympische Gold 1980. Winkler, der amtierende Weltmeister, war ein ernsthafter Medaillenkandidat, die Norweger hatten Hoffnungen, ihre Vormachtstellung hier in Lake Placid durch Tom Sandberg wiederzuerlangen, der zwischen 1975 und 1980 sechsmal in Folge norwegischer Meister geworden war. Finnland hatte mit dem 23-jährigen Jouko Karjalainen eine große Perspektive. Er war ein exzellenter Langläufer, der für Platzierungen ganz vorne in Frage kam, wenn er im Skispringen gut abschneiden würde.

## Bilanz

### Medaillenspiegel
| Platz | Land     | Gold | Silber | Bronze | Gesamt |
| ----- | -------- | ---- | ------ | ------ | ------ |
| 1     | DDR      | 1    | –      | 1      | 2      |
| 2     | Finnland | –    | 1      | –      | 1      |
| Platz | Platz    | 1    | 1      | 1      | 3      |

### Medaillengewinner
| Disziplin | Gold                 | Silber                  | Bronze               |
| --------- | -------------------- | ----------------------- | -------------------- |
| Einzel    | Ulrich Wehling (GDR) | Jouko Karjalainen (FIN) | Konrad Winkler (GDR) |

## Ergebnisse
| Rang | Land | Athlet            | Springen    | Langlauf   | Langlauf     | Gesamt  |
| Rang | Land | Athlet            | Pkte. (Pl.) | Zeit [min] | Pkte. (Pl.)  | Punkte  |
| ---- | ---- | ----------------- | ----------- | ---------- | ------------ | ------- |
| 01   | GDR  | Ulrich Wehling    | 227,2 0(1)  | 49:24.5    | 205,000 0(9) | 432,200 |
| 02   | FIN  | Jouko Karjalainen | 209,5 0(7)  | 47:44,5    | 220,000 0(1) | 429,500 |
| 03   | GDR  | Konrad Winkler    | 214,5 0(5)  | 48:45,7    | 210,820 0(8) | 425,320 |
| 04   | NOR  | Tom Sandberg      | 203,7 0(9)  | 48:19,4    | 214,765 0(5) | 418,465 |
| 05   | GDR  | Uwe Dotzauer      | 217,6 0(4)  | 49:52,4    | 200,815 (13) | 418,415 |
| 06   | SUI  | Karl Lustenberger | 212,7 0(6)  | 50:01,1    | 199,510 (14) | 412,210 |
| 07   | URS  | Alexander Majorow | 194,4 (13)  | 48:19,6    | 214,735 0(6) | 409,135 |
| 08   | GDR  | Gunter Schmieder  | 201,7 (11)  | 49:42,0    | 202,375 (11) | 404,075 |
| 09   | FRG  | Hubert Schwarz    | 219,6 0(3)  | 51:54,2    | 182,545 (23) | 402,145 |
| 10   | POL  | Jan Legierski     | 183,3 (19)  | 48:00,3    | 217,630 0(2) | 400,930 |
|      |      |                   |             |            |              |         |
| 14   | FRG  | Urban Hettich     | 174,2 (23)  | 48:09,0    | 216,325 0(4) | 390,525 |
| 16   | FRG  | Hermann Weinbuch  | 187,8 (17)  | 50:14,9    | 197,440 (17) | 385,240 |
| 20   | FRG  | Günther Abel      | 184,9 (18)  | 50:53,7    | 191,620 (22) | 376,520 |
| 21   | SUI  | Ernst Beetschen   | 170,3 (27)  | 50:09,2    | 198,295 (16) | 368,595 |

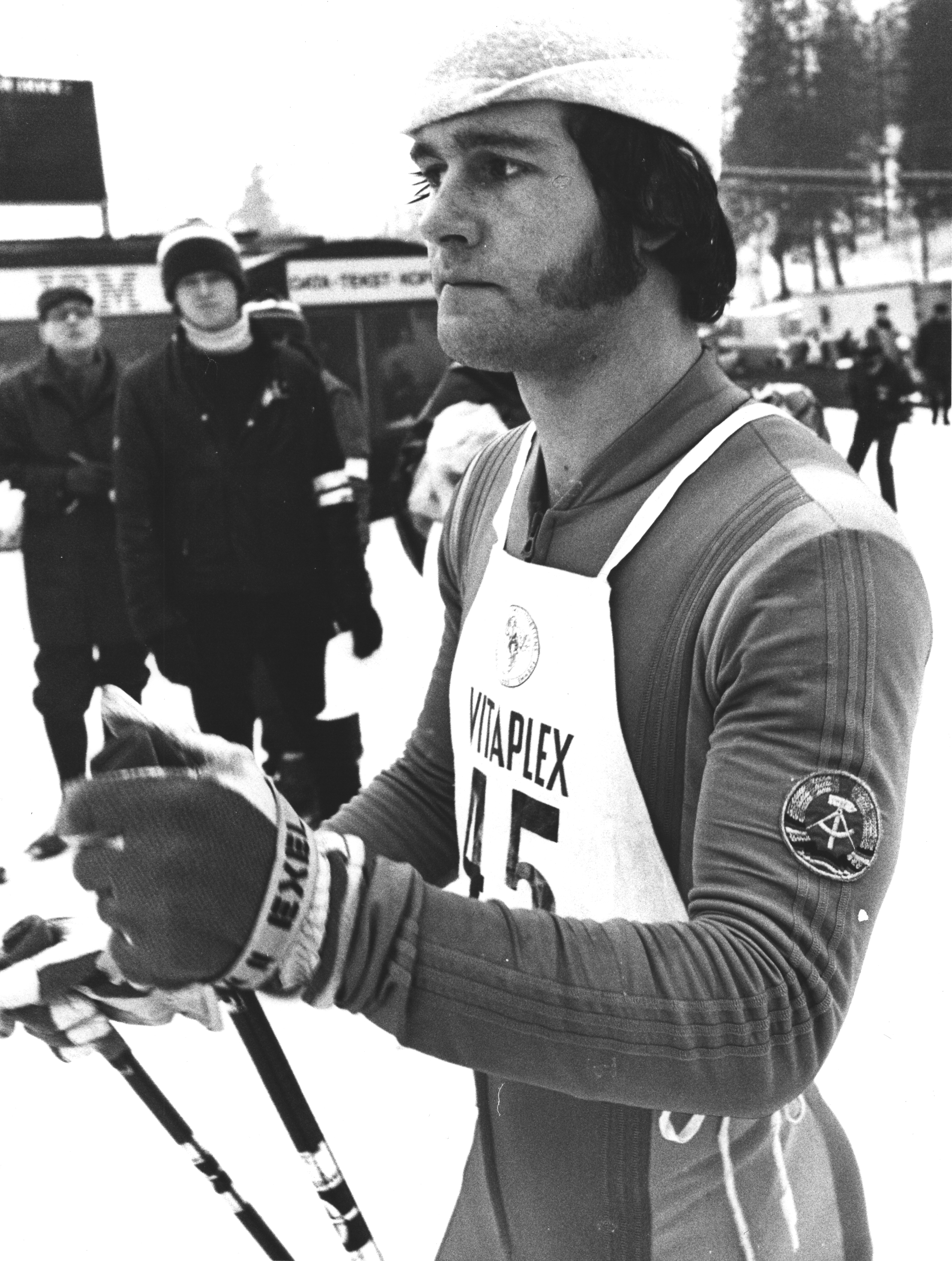
Ulrich Wehling – zum dritten Mal in Folge Olympiasieger

Springen: 18. Februar 1980, 13:00 Uhr / K-Punkt: 86 m
15-km-Langlauf: 19. Februar 1980, 12:00 Uhr
Höhenunterschied: 124 m / Maximalanstieg: 51 m / Totalanstieg: 460 m
31 Teilnehmer aus 9 Ländern, davon 29 in der Wertung
Ulrich Wehling startete gut in den Wettkampf. Er lag nach dem Springen deutlich vorn. Im zweiten Durchgang erzielte er mit 85,0 Meteren den weitesten Sprung des Tages. Auf Rang zwei befand sich der wenig bekannte US-Amerikaner Walter Malmquist, Dritter war der noch junge Westdeutsche Hubert Schwarz. Der im Springen fünftplatzierte Konrad Winkler musste im Langlauf 1:25 Minuten gegen Wehling aufholen, um an ihm vorbeizuziehen. Auch der Finne Jouko Karjalainen mit einem Rückstand von 1:58 Minuten und der Norweger Tom Sandberg (Rückstand: 2:39 min) waren im Kampf um die Medaillen noch dabei. Malmquist und Schwartz wurden im Langlauf als zu schwach eingeschätzt, um noch Platzierungen ganz vorne zu belegen. Überhaupt nicht zurecht mit der Schanze kam Wehlings Erzrivale Rauno Miettinen auf Platz 24, womit er keine Aussichten mehr auf ein gutes Ergebnis hatte.
Im Langlauf hatte Wehling den Vorteil, hinter seinen Konkurrenten Winkler und Karjalainen zu starten. Am gefährlichsten für Wehling schien der Finne zu sein. Nach fünf Kilometern hatte Karjalainen eine halbe Minute Vorsprung auf Wehling, an der Marke von zehn Kilometern war der Vorsprung auf eine Minute angewachsen, doch Karjalainen musste im letzten Streckendrittel eine weitere Minute gutmachen – eine fast unmögliche Aufgabe. Wehling kontrollierte den letzten Teil des Rennens und gewann seine dritte olympische Goldmedaille in Folge in der Nordischen Kombination – eine Leistung, an die weder vorher noch später bislang jemand herankam. Karjalainen rückte mit der besten Langlaufzeit auf den Silberrang vor, Winkler musste sich wie schon 1976 mit Bronze abfinden. Sandberg setzte sich in einem engen Duell um Platz vier gegen den Ostdeutschen Uwe Dotzauer durch. Die im Langlauf auf den Rängen zwei bis vier platzierten Jan Legierski aus Polen, Fjodor Koltšin (UdSSR) und der Silbermedaillengewinner von 1976 Urban Hettich (BR Deutschland) hatten im Springen zu schlecht abgeschnitten, um noch ganz vorne zu landen.

## Videolink
- Lake Placid 1980 – Wehling krönt seine Laufbahn | MDR, youtube.com. Abgerufen am 14. August 2023